# Stranka za Bosnu i Hercegovinu
Stranka za Bosnu i Hercegovinu (česky přeložitelné jako Strana pro Bosnu a Hercegovinu) je politická strana v Bosně a Hercegovině. Předsedou je Haris Silajdžić. 
Profiluje se jako multietnická a liberální; přesto většinu jejích členů tvoří Bosňáci. Tomu také odpovídá paradoxně i její úspěch; ve volbách v roce 2006 získala v Poslanecké sněmovně (Predstavnički dom) 8 z celkových 42 křesel a též i post jednoho ze tří členů Předsednictva. Celkem skončila ve volbách třetí a zamíchala tak s několik let zaběhlým systémem, kdy vítězícími stranami byly SDS (srbská), SDA (bosňácká) a HDZ (chorvatská). Přestože SDA i SDS obsadily dvě čelní pozice, v porovnání s některými minulými volbami začaly tyto strany na etnickém základu ztrácet. SBiH s nimi však již dlouhodobě spolupracuje a také to mohlo ovlivnit její relativní vzestup v posledních volbách.